# Fato social
Em sociologia, o fato social(pt-BR) ou facto social(pt-PT?) é um conjunto de valores, normas culturais e, estruturas sociais que transcendem o indivíduo e podem exercer controle social. O sociólogo francês Émile Durkheim definiu o termo e argumentou que a disciplina de sociologia deve ser entendida como o estudo empírico dos fatos sociais. Para Durkheim, fatos sociais "… consistem em modos de agir, pensar e sentir externos ao indivíduo, que são investidos com um poder coercivo capaz de exercer um controle sobre ele".

## Fato social segundo Durkheim
Na obra As Regras do Método Sociológico, publicada originalmente no fim do século XIX, é sugerida por Durkheim uma teoria em que a sociologia seria 'a ciência dos fatos sociais'. Para ele os fatos sociais "consistem em representações e ações", sendo que "eles não podem ser confundidos com fenômenos biológicos, nem com os fenômenos físicos, que ocorrem independentes da consciência individual." Durkheim diz que um fato social é algo reproduzido da mesma forma por muitas pessoas, pois a comunidade, o grupo ou a sociedade a que pertencem os influencia a reproduzirem determinados hábitos.
Durkheim definiu fato social como:
É um fato social toda a maneira de fazer, fixada ou não, suscetível de exercer sobre o indivíduo uma coação exterior.
ou:
que é geral no conjunto de uma dada sociedade tendo, ao mesmo tempo, uma existência própria, independente das suas manifestações individuais.
Exemplos dados por Durkheim de fatos sociais incluem instituições sociais tais como parentesco, casamento, moeda, língua, religião, organização política e todas as instituições da sociedade que devem representar nas interações cotidianas com outros membros das não sociedades. Desviando-se das normas dessas instituições torna o indivíduo inaceitável ou em desajuste com o grupo.
Entre os mais notáveis trabalhos de Durkheim está a descoberta do "fato social" das taxas de suicídio. Examinando cuidadosamente as estatísticas de suicídio concedidas pela polícia em diferentes distritos, Durkheim demonstrou que a taxa de suicídio das comunidades católicas é menor do que a taxa das comunidades protestantes. Para este fenômeno ele atribuiu uma causa social (ao contrário de uma causa individual, como era de costume se imaginar na época). Isto foi considerado inovador e este estudo continua sendo muito influente na área de suicídio e doenças psicossomáticas.
A descoberta dos fatos sociais foi significativa pois prometia-se tornar possível estudar o comportamento de sociedades inteiras, e não somente de indivíduos particulares. Durkheim aponta para ações individuais como instâncias ou representações de diferentes tipos de ações na sociedade.  Alguns sociólogos contemporâneos, interpretativistas, como Max Atkinson e Jack Douglas referem-se aos estudos de Durkheim com duas finalidades muito diferentes: 
- Estudos de Durkheim são manifestações gráficas de como o pesquisador social deve ser cuidadoso para garantir que os dados recolhidos para análise são exatos. Taxas de suicídio relatadas por Durkheim foram, em grande parte, um artefato da maneira particular de mortes classificadas como "suicídio" ou "não-suicídio" por diferentes comunidades. O que ele realmente descobriu não foi as taxas de suicídio diferentes — mas diferentes formas de pensar sobre suicídio.
- Seus estudos são também um ponto de entrada para o estudo do sentido social — e da maneira que aparentemente idênticos atos individuais muitas vezes não podem ser classificados empiricamente. Atos sociais (mesmo aparentemente privado ao indivíduo), nesta visão moderna, sempre são vistos (e classificados) por atores sociais. Descobrir os fatos sociais sobre tais atos, geralmente não é possível nem desejável — Mas descobrir as maneiras com que os indivíduos percebem e classificam atos particulares é o que oferece esta visão. Uma complicação adicional é introduzida perguntando sobre o status da "descoberta" destas percepções e classificações. Afinal de contas, essas "descobertas" também refletem práticas socialmente incorporadas de classificação?[6][7]

## As contribuições de Marcel Mauss e Paul Fauconnet
Marcel Mauss e Paul Fauconnet em seu artigo de 1901 "Sociologia", contribuíram para o estudo dos fatos sociais. Diferente de Durkheim, eles não se preocuparam em definir as características dos fatos sociais e sim como os fatos sociais se desenvolvem e interagem em relação a outros fatos sociais.
Segundo eles, "existem duas grandes ordens de fenômenos sociais: Os fatos de estrutura social, isto é, as formas do grupo, a maneira pela qual os elementos são aí dispostos; e as representações coletivas nas quais são dadas as instituições."
Estas formas do grupo Mauss chamaria em obras posteriores de Morfologia Social, que consiste em analisar os dados materiais de determinada sociedade, como por exemplo, dados demográficos, dados econômicos, tudo que foge da esfera das representações.
Segundo eles, a sociologia não poderia entrar no campo de outras ciências, como biologia e psicologia, pois assim, ela estaria perdendo seu sentido de funcionalidade, portanto a explicação sociológica iria de um fato social a outro fato social.
Portanto, todas as explicações sociológicas entraria num dos três quadros: 
1. Ou ela une uma representação coletiva a uma representação coletiva, por exemplo a composição penal à vingança privada.
2. Ou ela une uma representação coletiva a um fato de estrutura social como sua causa; assim, vê-se na formação das cidades a causa da formação de um direito urbano, origem de boa parte de nosso sistema de propriedade.
3. Ou une fatos de estrutura social a representações coletivas que as determinaram: assim, certas noções míticas dominaram os movimentos migratórios dos hebreus, dos árabes do Islã; o fascínio que exercem as grandes cidades é uma causa da emigração dos campônios.[5]

## Fato social total
Para Marcel Mauss um fato social total é "uma atividade que tem implicações em toda a sociedade, nas esferas econômicas, jurídicas, políticas e religiosas". Diversas esferas da vida social e psicológica são tecidas junto com o que ele veio a chamar de fatos sociais totais. Um fato social total informa e organiza as instituições e práticas aparentemente bastante distintas.
O termo foi popularizado por Marcel Mauss em seu clássico Ensaio sobre a Dádiva:
"Existe aí [nas sociedades arcaicas] um enorme conjunto de fatos. E fatos que são muito complexos. Neles, tudo se mistura, tudo o que constitui a vida propriamente social das sociedades que precederam as nossas — até às da proto-história. Nesses fenômenos sociais "totais", como nos propomos chamá-los, exprimem-se, de uma só vez, as mais diversas instituições: religiosas, jurídicas e morais — estas sendo políticas e familiares ao mesmo tempo —; econômicas — estas supondo formas particulares da produção e do consumo, ou melhor, do fornecimento e da distribuição —; sem contar os fenômenos estéticos em que resultam estes fatos e os fenômenos morfológicos que essas instituições manifestam."
— Marcel Mauss